# Laang
Laang (Mandarin 冷, auf Deutsch Kalt bedeutend) ist eine im Jahr 2018 gegründete taiwanesische Post-Black-Metal-Band aus Keelung.
Die Liedtexte aus der Feder des Sängers Yang Haitao sind allesamt auf Mandarin geschrieben und behandeln eine selbst erlebte Nahtoderfahrung infolge eines Kopfschusses. Die Band veröffentlichte seit ihrer Gründung eine EP sowie zwei Studioalben.

## Geschichte
Laang gründeten sich im Jahr 2018 in der taiwanesischen Stadt Keelung und besteht aus Sänger und Gitarrist Yang Haitao, dem Bassisten Willy „Krieg“ Tai sowie der Schlagzeugerin Li Wanling. Die Gründung der Gruppe geht auf einen Raubüberfall zurück, welches auf Sänger Yang Haitao verübt wurde. Tai und Wanling, die auch in anderen Gruppen wie Bloody Tyrant und Pacers aktiv sind, stießen während der Produktion des zweiten Albums zu Haitao, der bis dahin Laang als Solo-Projekt führte.
Bereits im November des Gründungsjahres erfolgte die Veröffentlichung einer orchestralen EP unter dem Titel Huāng, welches in Eigenregie entstand und veröffentlicht wurde. Dem folgte nur einen Monat später ihr Debütalbum Hăiyáng, welches über dem österreichischen Metal-Label Talheim Records erschien. Nachdem die Arbeiten an dem ersten Album abgeschlossen waren, versendete er einige Exemplare an verschiedene Labels, darunter auch an Talheim Records. Der Betreiber des Labels meldete sich innerhalb weniger Stunden zurück und verabredeten ein kurzes Skype-Gespräch. Auch andere Labels wurden auf das Projekt aufmerksam, jedoch entschied sich Haitao für das Musiklabel aus Österreich. Für das Album wurde das Projekt mit einer Auszeichnung des Kaohsiung City National Culture Awards bedacht.
Am 30. September 2021 folgte mit Xinteng das zweite Studiowerk, dass ebenfalls bei Talheim Records erschien. Vom 6. bis 22. Mai 2022 tourte die Band erstmals durch die Vereinigten Staaten. Ende August des Jahres 2023 veröffentlichte die Band mit Bayuo das erste Lied aus dem nunmehr dritten Studioalbum Riluo, welches am 24. November gleichen Jahres über Talheim Records erscheint.

## Musik
Die Liedtexte der Band behandeln hauptsächlich das Thema Tod, wobei die gemachte Nahtoderfahrung des Sängers, der im Zuge eines Raubüberfalls einen Kopfschuss erlitt, mehrere Wochen im Koma lag und sogar zeitweise klinisch tot war.
Vergleichbar ist die Musik von Laang mit Gruppen wie Harakiri for the Sky, Shining und Heretoir, wobei sich die Band durch ihren eigenen Stil von ihren westlichen Vorbildern absetzen. Es werden neben dem melodischen Post-Black-Metal auch Anleihen des Thrash- und Death Metal erkannt. Die Musik auf ihrem zweiten Album Xinteng wird als hochatmosphärisch, unberechenbar, aufgrund der auf Mandarin gehaltenen Liedtexte auch als sperrig beschrieben.
Zum Einsatz kommen auch traditionelle chinesische Instrumente, die allerdings eher im Hintergrund zu hören sind.

## Diskografie
- 2018: Huāng (Orchestral-EP, Eigenverlag)
- 2018: Hăiyáng (Album, Talheim Records)
- 2021: Xinteng (Album, Talheim Records)
- 2023: Riluo (Album, Talheim Records)